# Kammlach
Kammlach är en kommun i Landkreis Unterallgäu i Regierungsbezirk Schwaben i förbundslandet Bayern i Tyskland. 
Kommunen bildades 1 maj 1978 genom en sammanslagning av kommunerna Oberkammlach och Unterkammlach.
Kommunen ingår i kommunalförbundet Erkheim tillsammans med köpingen Erkheim och kommunerna Lauben och Westerheim.